# Frans Hals
Frans Hals (Antuérpia, 1585 ou 1591 — Haarlem, 10 de agosto de 1666) foi um pintor neerlandês durante o Século de Ouro dos Países Baixos. O grande retratista de Haarlem ficou famoso por retratar a sociedade dos Países Baixos segundo uma estética naturalista, com ênfase no retrato pictórico.

## Biografia
Depois de Antuérpia cair diante dos espanhóis na Guerra dos Oitenta Anos, sua família mudou-se para a cidade de Haarlem, nos Países Baixos, onde viveu o restante de sua vida. Foi aprendiz de Karel van Mander e  fez exames de pintura com o pintor Flemish Karel (1548-1606), que tinha também fugido dos espanhóis. 
Os historiadores relatam que sua primeira esposa foi Anneke Hermansz, que morreu em 1616. Com duas filhas de Anneke, casou-se de novo com Lysbeth Reyniers em 1617 e tiveram oito filhos. 
O pouco que se conhece de suas primeiras obras sugere a influência de Rubens. Pinturas como O Alegre Bebedor  (1627), porém, revelam seu estilo maduro que combina a amplitude da composição de Rubens com uma concentração no "momento dramático" derivada dos seguidores de Caravaggio. Apesar da técnica, das pinceladas enérgicas e a fugacidade de um esboço, Hals levava horas para completar suas telas em tamanho natural.
Nas últimas telas do artista, há um estilo austero e de grande profundidade emocional. Seu retrato de um grupo, As Regentes do Asilo de Velhos (1664), instituição onde passou seus últimos anos, revela uma visão tão profunda do ser humano que só é percebida no estilo de Rembrandt. No óleo sobre tela, os rostos das mulheres parecem ter-se transformado em imagens da morte pela experiência de sofrimento diária delas.
O virtuosismo do pintor era tanto que não foi possível imitá-lo de imediato, e seus seguidores foram poucos. A única que se destacou foi Judith Leyster, que tem Menino com Flauta (1630) como obra-prima.
Embora o trabalho de Hals fosse bastante procurado, durante toda sua vida teve grandes dificuldades financeiras. Além da pintura, trabalhou como negociante em um ateliê. Quando a nação neerlandesa lutou pela independência, Hals apareceu como militar. Era também um membro da câmara do Rhetoric e foi presidente em 1644 da Guilda de São Lucas de Haarlem. Frans Hals morreu em Haarlem em 1666 e foi enterrado na igreja de São Bavão da cidade. 

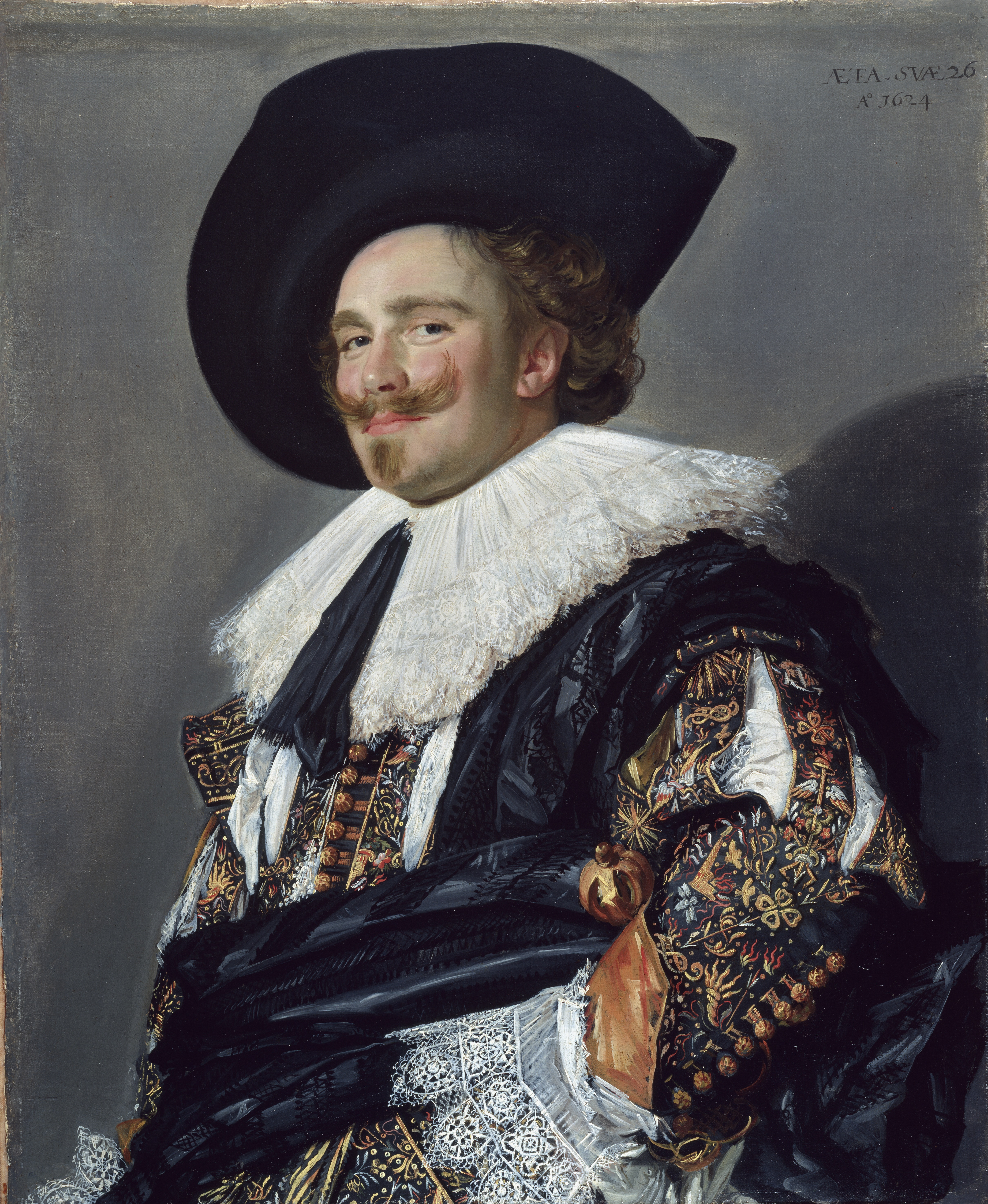
O Cavalheiro Sorridente

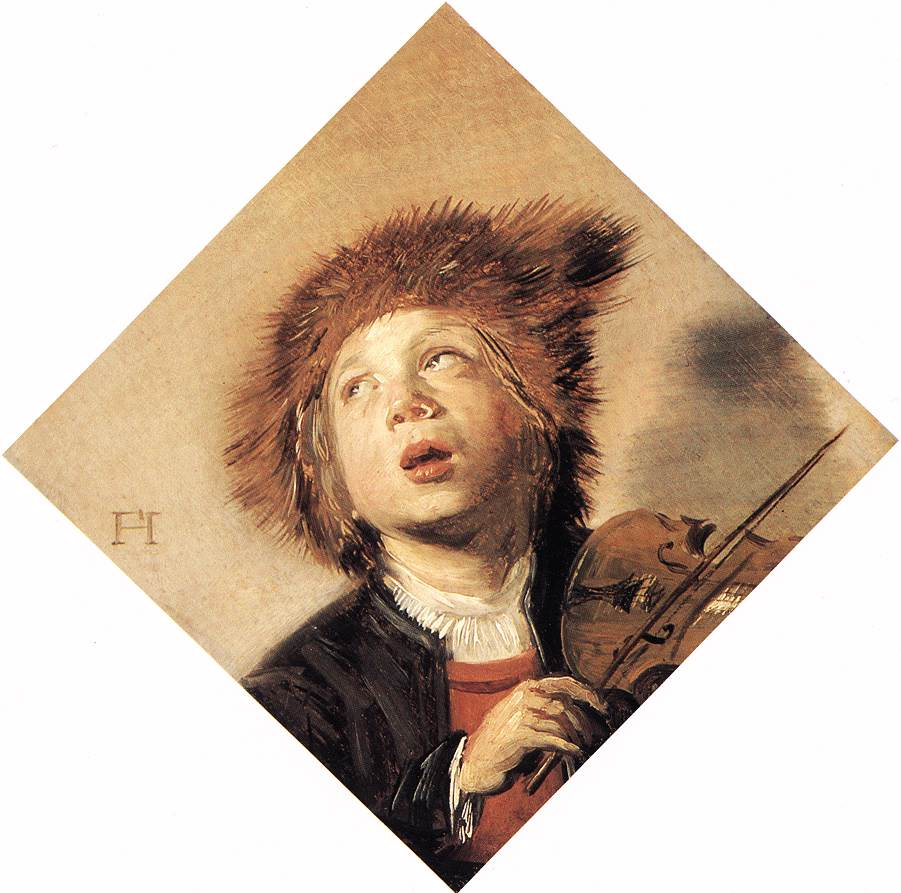
Um Menino com Violino

## Legado
Frans influenciou seu irmão, Dirck Hals e cinco de seus filhos:
- Harmen Hals (1611–1669)
- Frans Hals Junior (1618–1669)
- Jan Hals (1620–1654)
- Reynier Hals (1627–1672)
- Nicolaes Hals (1628–1686)

Outros pintores contemporâneos que se inspiraram em Frans Hals foram:
- Jan Miense Molenaer (1609–1668), Haarlem
- Judith Leyster (wife of Molenaer) (1609–1660), Haarlem
- Adriaen van Ostade (1610–1685), Haarlem
- Adriaen Brouwer (1605–1638),
- Johannes Cornelisz Verspronck (1597–1662), Haarlem
- Bartholomeus van der Helst (1613–1670), Amsterdam
- Cornelis de Bie (1621–1664), Amsterdam

Na obra De Groote Schouburgh (1718–21), Arnold Houbraken menciona os nomes de Philips Wouwerman, Vincent Laurensz van der Vinne, Adriaen Brouwer,  Johannes Cornelisz Verspronck, Jan Miense Molenaer, Pieter Gerritsz van Roestraten, Judith Leyster, Adriaen van Ostade e Dirck van Delen como seus aprendizes. 
Claude Monet, Édouard Manet,  Charles-François Daubigny, Max Liebermann, Lovis Corinth, James Abbott McNeill Whistler, Gustave Courbet,  Jacobus van Looy e Isaac Israëls são alguns impressionistas e realistas que estudaram suas obras. 